# Еванджелін Рассел
Еванджелін Френсіс Рассел (18 серпня 1902 – 22 лютого 1966) — американська актриса, відома своєю роботою в німих вестернах 1920-х років. Вона була дочкою актора Джона Ловелла Рассела і сценаристки Ліліан Кейс Рассел . Її брат був номінованим на премію Оскар кінематографістом Джоном Л. Расселом .

## Біографія
Рассел народилася в Манхеттені в сім'ї актора Джона Рассела Лоуелла і сценаристки Ліліан Кейс Рассел . У неї був брат Джон Л. Рассел, який став кінематографістом. Вона була відзначена як досвідчена вершниця та автомобільний гонщик.
Вона робила кар'єру актриси у вестернах, часто граючи дружину персонажів, яких грає її батько (за сценаріями, написаними її матір'ю).   Її заслуги включають такі фільми, як «Острів затонулого золота », «Велике шоу » та «Загублені у великому місті» . Вона була чимось методичним актором; вона розповідала, що намагалася зміцнити ноги, ходячи босоніж, протягом шести тижнів, готуючись до ролі у фільмі « Яструб з пагорбів » 1927 року. 
Рассел була одружена щонайменше п'ять разів; серед її чоловіків були режисер Вільям П. С. Ерл (її останній чоловік), продюсер Дж. Стюарт Блектон,  Рой Вейн, актор Кері Харрісон і власник ранчо Реймонд Клеймор; вона розлучилася з ним, коли дізналася, що він «чистокровний індіанець».  У неї було двоє дітей з Гаррісоном, жоден з яких не цікавився сімейним бізнесом. 
Після того, як Блектон (чиї статки були втрачені під час Великої депресії )  загинула в автокатастрофі в 1941 році , вона потрапила в важкі часи,  взявшись працювати нянею, каскадером, статистом і водієм таксі щоб поповнювати свій дохід і підтримувати її дітей.  
Вона померла в Лос-Анджелесі в 1966 році; У неї залишилися Ерл і двоє її дітей, Френк та Елізабет, від шлюбу з Гаррісоном. 

## Фільмографія
- Загублений у великому місті (1923)
- Шлюзи (1924)
- Це може статися з тобою (1925, короткометражка)
- Червоне кохання (1925)
- Велике шоу (1926)
- Одружений? (1926)
- Острів затонулого золота (1927)
- Яструб пагорбів (1927)
- Яструб пагорбів (1929)

## Зовнішні посилання
- Еванджелін Рассел на сайті IMDb (англ.)